# Witalij Kuzniecow (judoka)
Witalij Jakowlewicz Kuzniecow (ros. Виталий Яковлевич Кузнецов; ur. 16 lutego 1941 w Nowoje Mazino w Tatarstanie, zm. 12 października 2011 w Moskwie§) – rosyjski judoka. W barwach ZSRR srebrny medalista olimpijski z Monachium.
Zawody w 1972 były jego pierwszymi igrzyskami olimpijskimi. Medal wywalczył w wadze open. W tej wadze był srebrnym medalistą mistrzostw świata w 1971 i 1979. Na mistrzostwach Europy sięgnął po cztery medale: złoto w 1971 w kategorii open oraz w wadze ciężkiej, srebro w 1979 i brąz w 1969 i 1972. Brał udział w igrzyskach w 1980.